# Саксен-Кобург і Гота-Кохарі
Саксен-Кобург і Гота-Кохарі (Sachsen-Coburg und Gotha-Koháry) — європейська королівська династія. Католицька молодша гілка королівського будинку Саксен-Кобург і Гота, заснована після одруження принца Фердинанда Саксен-Кобург і Гота та принцеси Марії Антонії Кохарі де Чабраг. 
Представниками династії були останні чотири королі Португалії: Педро V, Луїш I, Карлос І і Мануель II), а також останні три королі Болгарії: Фердинанд І, Борис III, Симеон II. 
Після зміни «законів Будинку» королем Симеоном ІІ, що успадкування титулів також і жінками, нинішнім головою дому є його сестра, принцеса Марія Луїза Болгарська, княгиня Кохарська.

## Історія
Після одруження принца Фердинанда та принцеси Марії Антонії в січні 1816 року та смерті батька дружини, князя Ференца Йожефа Кохарі де Чабрага, у 1826 році, принц Фердинанд успадкував угорсько-словацький княжий титул та маєток Кохарі та прийняв католицтво.
Нащадки від цього шлюбу стали представниками гілки нової династії Саксен-Кобург і Гота-Кохарі, що одружилися з королевою Португалії, імперською принцесою Бразилії, ерц-княгинею Австрії, французькою королівською принцесою, королівською принцесою Бельгії та королівською принцесою Саксонії. 
Нащадок цієї гілки, Фердинанд Максиміліан, став правлячим князем, а потім королем Болгарії, і його нащадки продовжували правити там до 1946 року. Нинішній голова королівського дому Болгарії, колишній король Симеон II, який був скинутий і висланий після Другої світової війни носить ім'я Симеон Сакс-Кобург-Готський. Він обіймав посаду прем'єр-міністра Болгарії з 2001 по 2005 рік, що робить його одним із двох колишніх монархів, які стали главами уряду шляхом демократичних виборів.
Після смерті принца Фердинанда 1851 року його наступником на посаді голови Будинку став його другий син, принц Август; адже його старшому синові, Фердинанду молодшому, довелося відмовитися від претензій на головування, коли він одружився з королевою Португалії Марією II у 1836 році.
Після смерті принца Августа його старший син принц Філіп (1844–1921) став третім головою Будинку. Оскільки єдиний син Пилипа, принц Леопольд Клемент, помер раніше за нього, то його спадкоємцями стали його внучаті племінники Райнер (1900–1945) і Пилип (1901–1985). Офіційний титул представників династії "Fideikommissherr" в Австрії був скасований 1938 року після аншлюсу.

## Голова Династії
- Принц Фердинанд (1785–1851)
  - Принц Фердинанд ІІ (1816–1885), старший син князя Фердинанда; засновник молодшої династії Браганса-Саксен-Кобург-Гота (гілка вимерла 1932 року)
- Принц Август (1851–1881), другий син принца Фердинанда
- Принц Пилис (1881–1921), старший син принца Августа
  - Принц Леопольд Клімент (1878–1916), єдиний син принца Пилипа
- Принц Педро Авґусто (1921–1934), племінник принца Пилипа
- Принц Райнер (1934–1945), племінник принца Педро Авґусто
- Принц Йоган-Генріх (1945–2010), єдиний син принца Райнера
  - Принц Йоганес (1969–1987), єдиний син принца Йогана Генріха
- Симеон ІІ (2010–2012), двоюрідний брат принца Йогана Генріха
- Марія Луїза (2012–наразі), сестра болгарського короля Симеона II.